# يوديزين
يوديزين هو استوديو دولي للهندسة المعمارية والتصميم الداخلي متخصص في المشاريع الراقية وله مكاتب في لندن ودبي وميامي وكييف ووارسو وميلانو ولوس أنجلوس.
بين عامي 2019 و2024، حظي الاستوديو بتقدير واسع من مؤسسات مرموقة مثل جوائز العمارة الأمريكية وديزين وجائزة ماستر برايز للعمارة وجمعية التصميم الداخلي البريطانية والدولية إلى جانب جهات أخرى.

## نظرة عامة
تأسست يوديزين على يد أرتور شارف وآرتيم زفيريف في عام 2010 في كييف، أوكرانيا. وعلى مرّ السنوات، وسّع الاستوديو نشاطه على الصعيد العالمي، منتقلاً من التصميم السكني إلى مشاريع أكبر حجماً مثل المنتجعات واليخوت والمطاعم والفنادق.
وبحلول عام 2025، أصبحت يوديزين تعمل في 33 دولة حول العالم. كما بدأت الشركة بتطوير مشاريع في آسيا، بما في ذلك الهند، الصين، واليابان، وكذلك في أمريكا الجنوبية وأفريقيا.

## المشاريع

### أوروبا
بعد تقديم العديد من المشاريع السكنية في الريفييرا الفرنسية، وإسبانيا، وجبال الألب، وغيرها من المواقع المميزة، أنجزت يوديزين في عام 2023 مشروعها المعماري الرئيسي سييرّا هاوس —. وقد تم إطلاق سييرّا هاوس كإقامة خاصة في منطقة كييف، أوكرانيا. ووفقاً لمجلة ديزاين بوم المعمارية، يجمع التصميم بين الجرأة الجمالية العصرية والخامات الطبيعية مثل البازلت، والكورتن، والزجاج، في عرض يُجسّد براعة حرفية استثنائية تمزج بين الفن والعمارة.
وفي يونيو 2024، قامت يوديزين بتصميم ميلك بار وارسو، وهو تجسيد عصري لمفهوم "البار" البولندي، ويقع في مجمّع Elektrownia Powiśle في العاصمة وارسو.
في ديسمبر 2024، صممت يوديزين صالة العرض الرئيسية ”مفهوم الحياة“ التابعة لشركة YDF Interiors في لندن. صممت يوديزين مطعم ألبا الجديد في شارع برومبتون رود في نايتسبريدج، لندن. يتميز التصميم بطابع إيطالي ساحلي مع لوحة من اللون الأخضر الزيتوني والأصفر الليموني والطيني، تكملها أشجار حمضيات حقيقية وأرضية مصنوعة يدوياً على الطراز البندقي.

### الولايات المتحدة الأمريكية
قامت يوديزين بتصميم لا نوما (LaNoma)، وهو مطعم إيطالي عائلي في ولاية نيوجيرسي. ومن المقرر افتتاحه في يوليو 2024، حيث يركّز التصميم على خلق مساحة متعددة الاستخدامات تجمع بين أجواء الإفطار والغداء غير الرسمية وتجارب الطعام الراقية، في بيئة دافئة ترحّب بجميع أفراد العائلة.
في ميامي، أكملت يوديزين العديد من المساكن الراقية في فندق الريتز كارلتون، حيث يعكس كل منها أسلوباً فريداً للحياة الساحلية المعاصرة مع إطلالات بانورامية واستوديو ديكورات داخلية مصممة حسب الطلب، كما صممت فيلا خاصة مخصصة في جولدن بيتش.

### الشرق الأوسط وجنوب آسيا
في فبراير 2024، صمّمت يوديزين بالتعاون مع رافلز، المجموعة العالمية الرائدة في مجال الضيافة منذ عام 1887، مشروع سوبر بنتهاوس — الفاخر في دبي. وتُعد هذه الشقة البنتهاوس واحدة من أكبر الوحدات السكنية، حيث تمتد على مساحة 77,707 متر مربع، وتجمع بين الفخامة المطلقة، والتصميم الراقي، والرؤية المعمارية المتفرّدة.
في يوليو، تعاونت شركة يوديزين مع شركة أتول إستيتس لتصميم مساكن فاخرة على شاطئ البحر في جزر زماني الواقعة في جنوب ماليه أتول في جزر المالديف.
ابتكرت يوديزين مفهوماً لمنتجع يقع في جزيرة نوراي وهي جزيرة خاصة تبلغ مساحتها 42 هكتاراً بالقرب من أبو ظبي. الاستوديو مسؤول عن كلٍ من الهندسة المعمارية والتصميم الداخلي لـ 53 فيلا خاصة ومباني سكنية ونوادي شاطئية ومطاعم وغيرها.
في يناير 2025، أصدر يوديزين تصميمًا داخليًا لمطعم دراجون فلاي الآسيوي الموجود في المنصة المركزية المعروفة باسم لانا بروميناد من تصميم مجموعة دورشيستر كولكشن في دبي.

### تصميمات أخرى
في أغسطس 2023، أعلنت شركة Alia Yachts التركية عن بيع وبناء يخت فاخر جديد بطول 43 متر يسمى ”شيمينا“، مع تصميمات داخلية من تصميم يوديزين. يتميز اليخت بصالون رئيسي مزود بأبواب زجاجية منزلقة، الأمر الذي يمزج بسلاسة بين المساحات الداخلية والخارجية ويعزز تدفق الهواء.

## الجوائز
في عام 2019-2021، فاز الاستوديو بالعديد من جوائز من ضمنها جائزة ماستر برايز للعمارة وجائزة ليف لتصاميم الضيافة تقديراً لمشاريعه في مجال الضيافة. وفي العام نفسه، تم ترشيح فيرجين إيزاكايا بار لجوائز ديزين.
في عام 2023، فاز الاستوديو بجائزة جمعية التصميم الداخلي البريطانية والدولية لتصميم جناح Omniyat Sales Pavilion، كما أنه حصل على جائزة International Hotel & Property Awards من design et al عن مطعم Al Fresco. تم ترشيح الاستوديو إيضاً لجائزة Restaurant & Bar Design Awards.
في عام 2024، تم تكريم مشروعين من مشاريع يوديزين في فئة المنازل الخاصة وهما مشروع جولدن ريزيدنس في جولدن بيتش بولاية فلوريدا، ومشروع مونتان رانش في أسبن بولاية كولورادو في حفل توزيع جوائز العمارة الأمريكية لعام 2024.
في عام 2024، فاز الاستوديو بجائزة جمعية التصميم الداخلي البريطانية والدولية الدولية للتصميم عن تصميم صالة عرض YDF Interiors.